# Papaverina
Papaverina é um alcaloide verdadeiro com núcleo isoquinolínico derivado do aminoácido tirosina. É extraído da Papaver somniferum mas sua ação difere da morfina e outros opioides similares, é utilizada pela medicina como espamolítico, vasodilatador e no tratamento de impotência masculina.
A Papaverina foi descoberta em 1848 por Georg Franz Merck (1825-1873). No Brasil essa substância faz parte de um medicamento indicado como medicação analgésica e antiespasmódica, composta a partir de extratos vegetais (Atropa belladonna, Hyoscyamus niger e boldo-do-chile) associado à dipirona.

## Tratamento de impotência
O tratamento é feito através de injeção no próprio pênis, podendo ocorrer o risco de fibrose peniana.